# Place de la Digue
Pour les articles homonymes, voir La Digue (homonymie).
La place et la rue de la Digue sont situées dans le quartier de la Ville basse de Charleroi, en Belgique.
La place, de forme triangulaire, monte de la rue de Dampremy, à l'est, vers la rue du Grand Central qui la longe à l'ouest. Elle se présentait avant les travaux comme un parking pavé et est depuis mai 2014 un espace piétonnier au-dessus d'un parking souterrain.
La rue monte de la place de la Digue vers l'avenue des Alliés qui se situe un peu plus au nord.

## Histoire
Elles doivent leur nom à la digue construite pour fermer le vallon du ruisseau de Lodelinsart et ainsi créer un étang articiel qui participait à la protection de la forteresse de Charleroi.
La forteresse sera partiellement démantelée par Louis XV en 1748. Après la bataille de Waterloo (1815), les Hollandais construisent une nouvelle forteresse, plus étendue que la précédente.
Quand cette forteresse protégeait encore la ville (de 1815 à 1870), la future place était un îlot bâti entouré de trois rues : la rue de l'Hôpital (au nord), la rue des Tonneliers (au sud) et la rue de Digue (à l'ouest). Cet îlot occupait environ un tiers de l'espace actuel de la place.
La rue de l'Hôpital tenait son nom de l'hôpital civil qui la longeait de 1844 à 1937, année où l'établissement sera démoli pour faire place en 1939 à un bâtiment scolaire. Avant 1860, cette rue était appelée rue des Vieux-Fours, du fait que les anciens fours banaux de la ville s'y trouvaient. Cette rue est devenue rue de Dampremy en 1919, nom de la rue dont elle était le prolongement.
La rue des Tonneliers fut l'emplacement du premier lieu de culte protestant public à Charleroi.
À la suite du démantèlement de la forteresse (1867-1871), un vaste espace se libère, et à l'ouest de l'îlot s'ouvre une place qui prend le nom de place de la Digue. La rue de la Digue, un temps appelée rue Charles Dupret, avant de reprendre son nom actuel en 1897, sera prolongée vers une nouvelle avenue alors appelée avenue du Viaduc avant de recevoir, en 1921, le nom d'avenue des Alliés.
L'îlot, constitué d'habitations insalubres et, pour l'essentiel, de construction ancienne, était appelé « Sâle Dèbout » (bout sale, en français) par les habitants. Au début des années 1930, ce « Sâle Dèbout » sera démoli et la place s'étendra de la rue du Grand Central vers la rue de Dampremy.
La place sera longtemps le siège dominical d'un marché aux chevaux, porcelets, chèvres et moutons ainsi qu'un marché matinal pour les maraîchers.

Situation à diverses époques
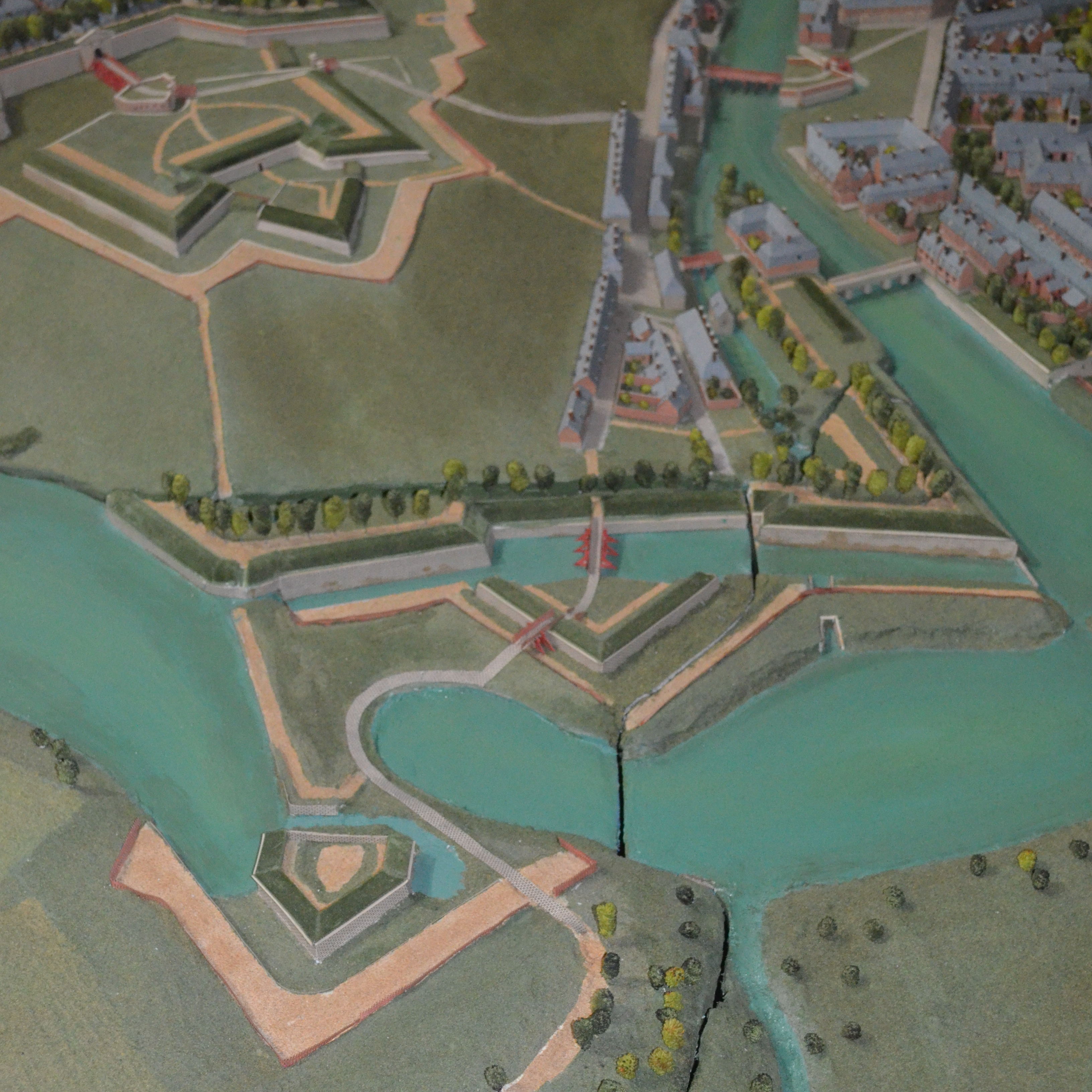
Copie du Plan-relief de Charleroi de 1696. À gauche la digue fermant la grande inondation du vallon du ruisseau de Lodelinsart. Au centre, la demi-lune et le pont vers la porte de Dampremy.
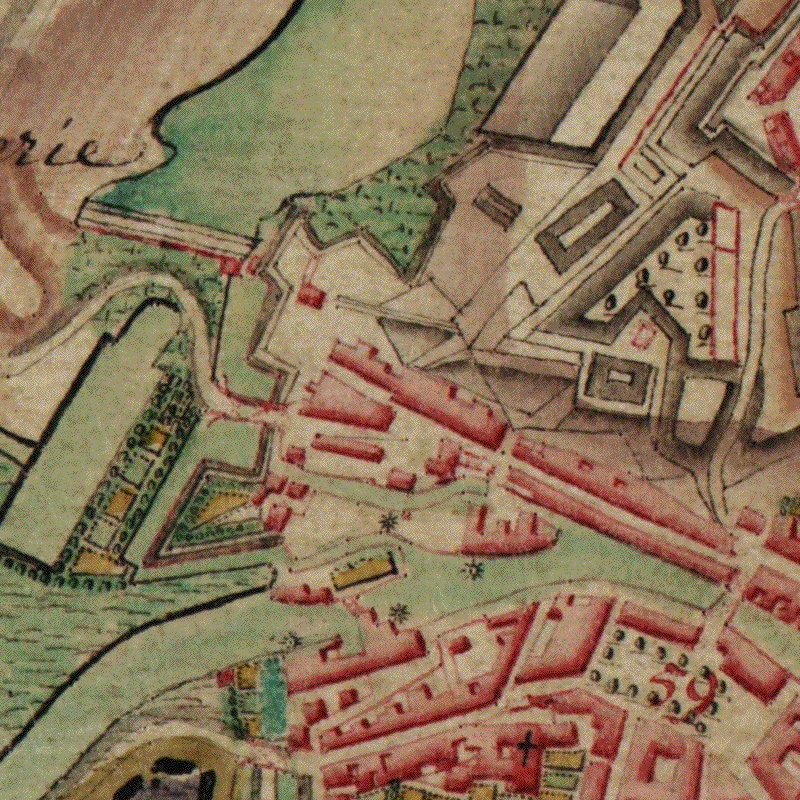
Carte dressée vers 1775 par Joseph de Ferraris. En haut, à gauche, l'étang et la digue qui donnera son nom à la future place.
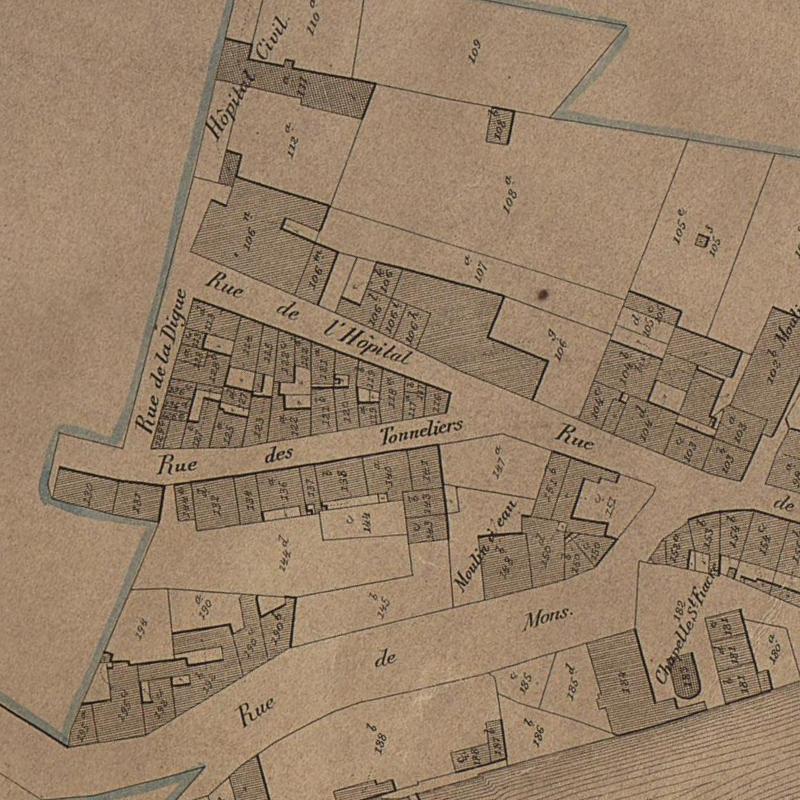
Environ 1865. Extrait du plan Popp.
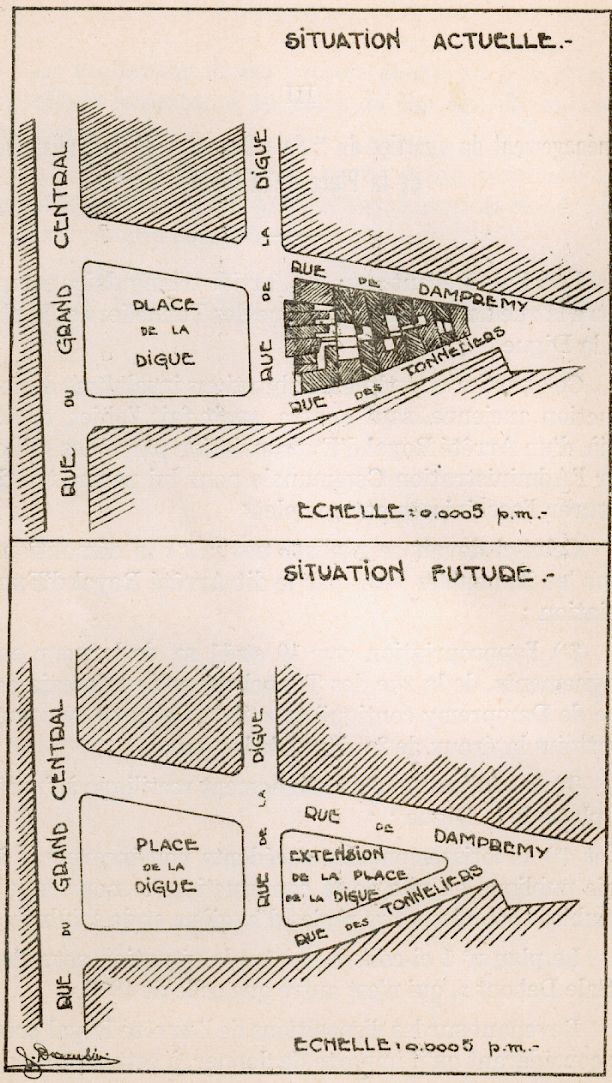
Plan de 1927. La "situation actuelle" du plan est celle d'avant la démolition de l'îlot, celle indiquée comme "situation future" est celle d'après 1933[6].

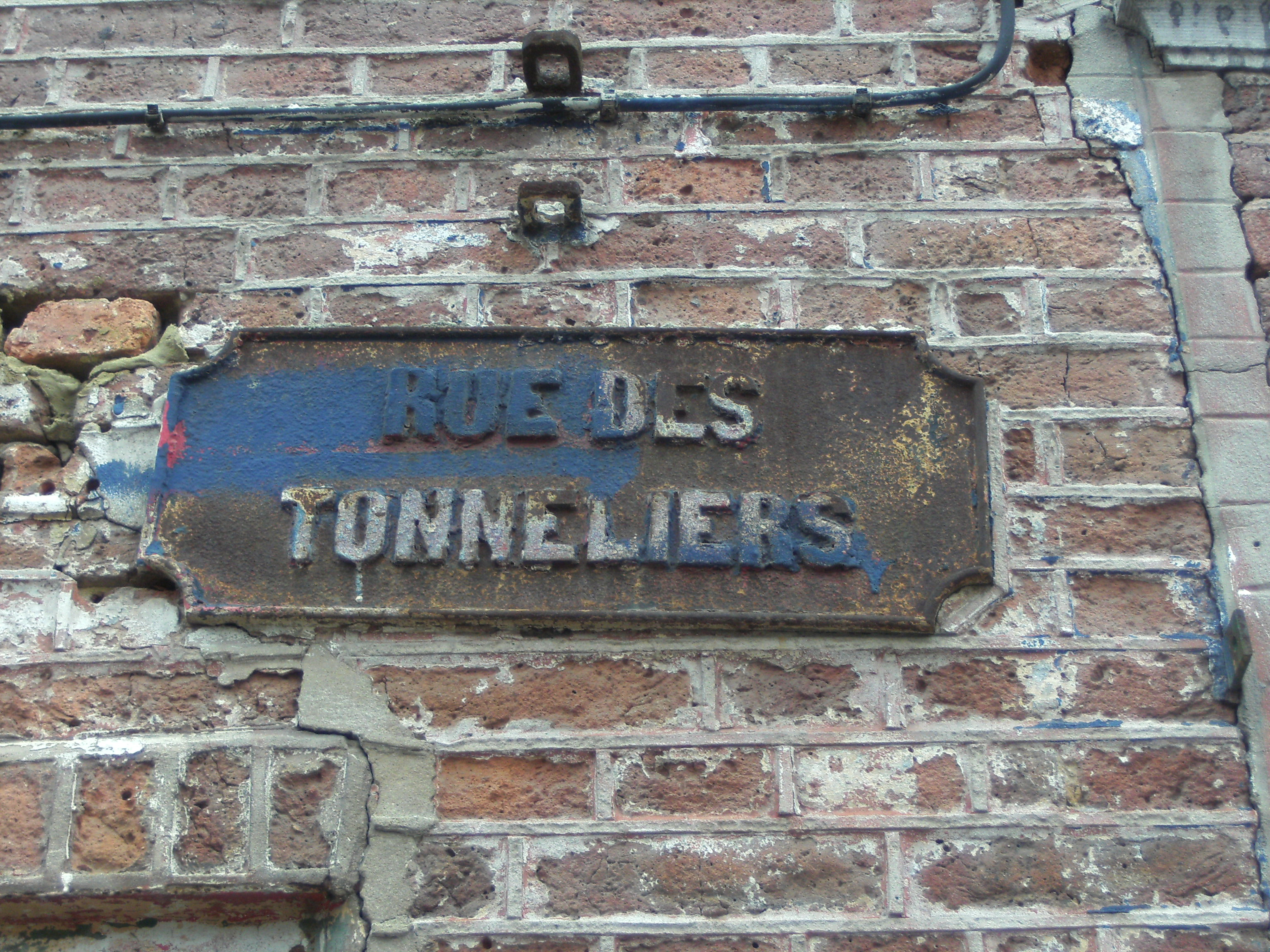
Plaque apposée au numéro 19 de la place de la Digue. La rue des Tonneliers longeait le "Sâle Dèbout". La plaque se trouve en face de la rue de la Digue, à l'ancien angle du "Sâle Dèbout".
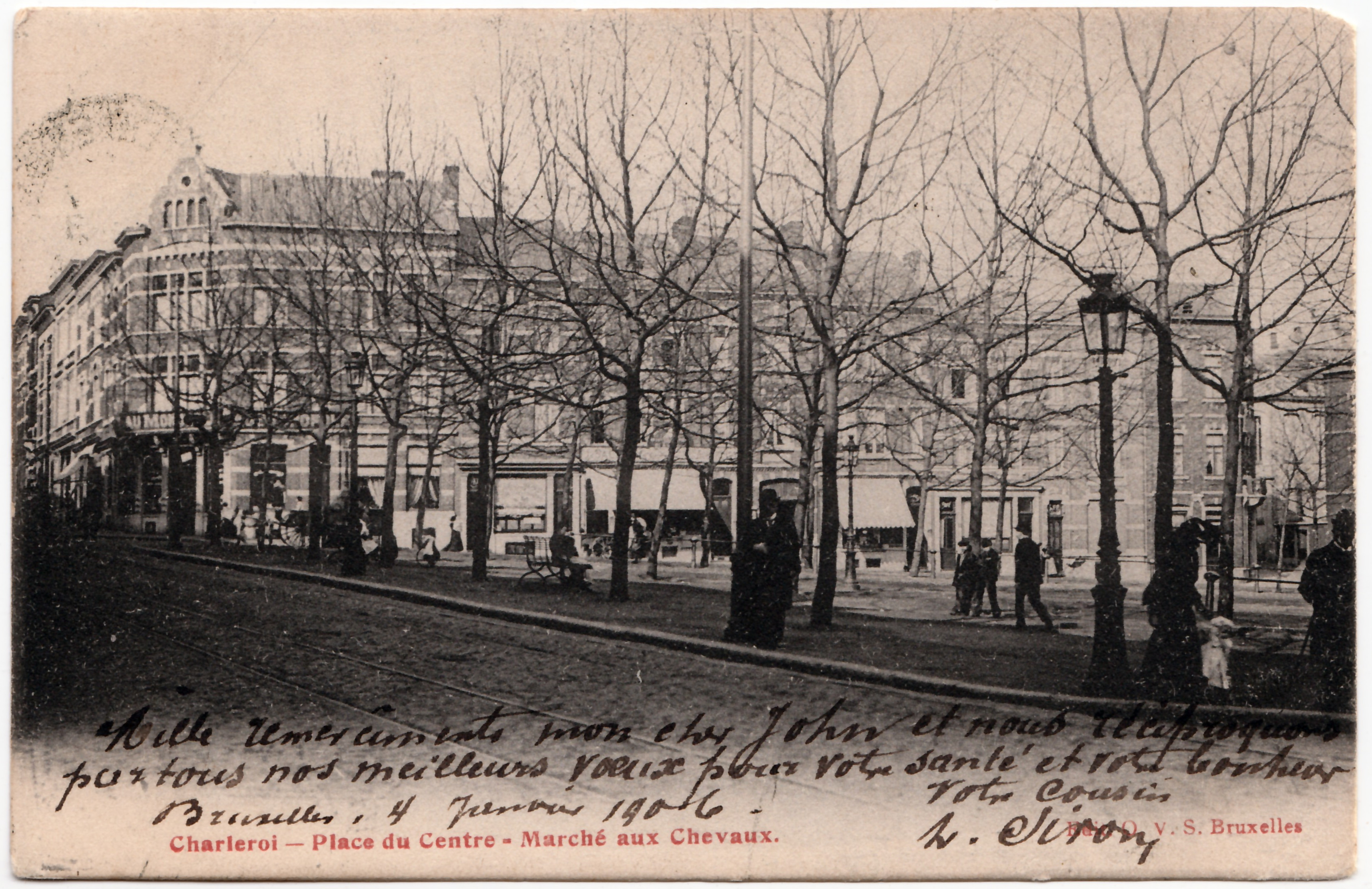
Place de la Digue au début du XXe siècle.
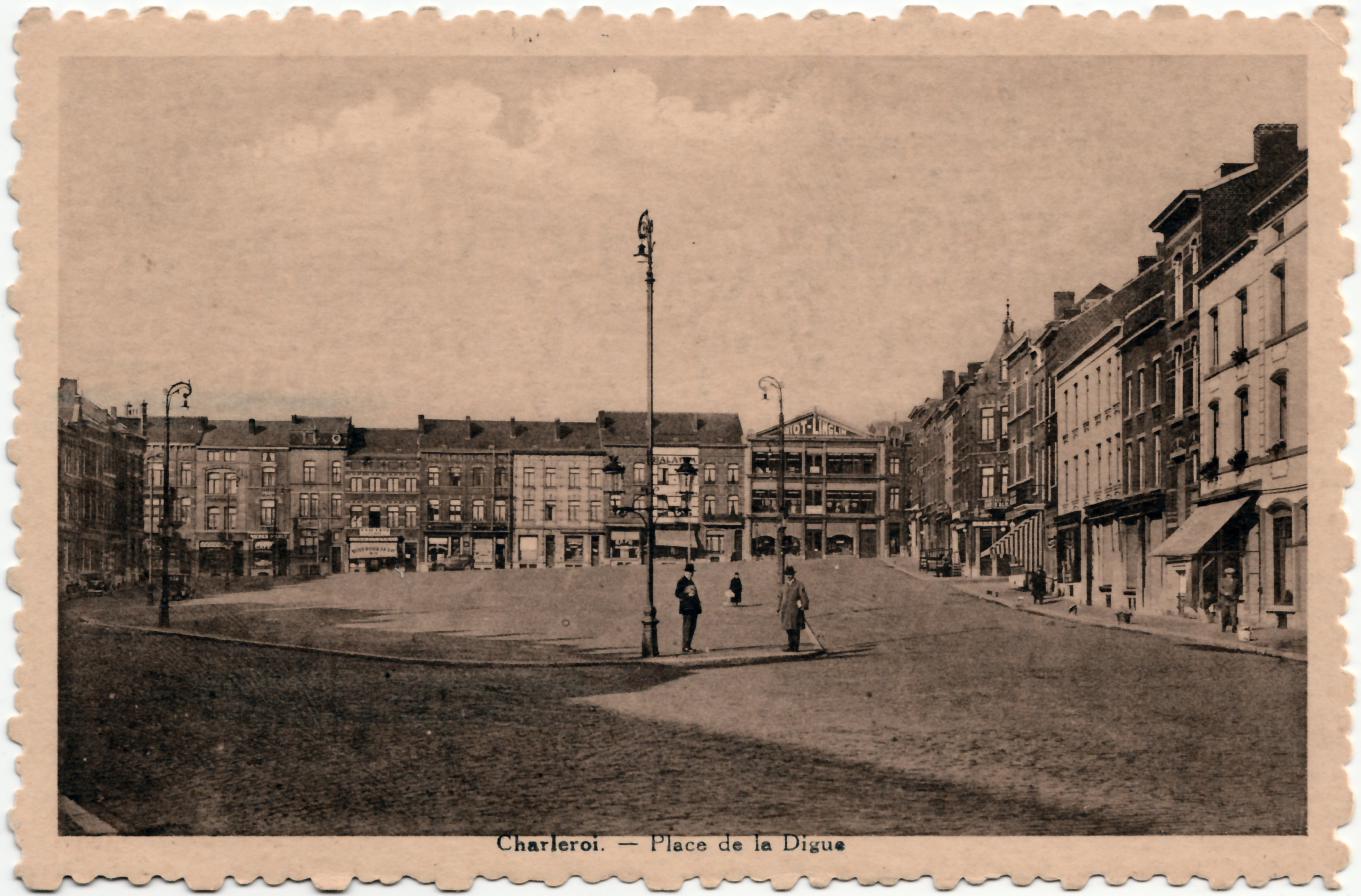
La place vers 1934, vue depuis la rue de Dampremy.

## Rénovation des années 2010
Longtemps laissée à l'abandon par les autorités publiques malgré les nombreuses annonces, le « Projet Phénix » avec l'aide de fonds européens, a permis une refonte en profondeur de la place de la Digue. Elle est devenue un espace piétonnier au-dessus d'un parking souterrain. Les travaux ont débuté fin février 2011 et se sont achevés le 3 mai 2014.

## Mise au jour de la forteresse française et du « Sâle dèbout »
Vu l'ampleur des travaux et leur localisation, un suivi archéologique est mis en place lors des terrassements prévus de mai à octobre 2011.
Durant ces travaux des vestiges appartenant à la forteresse française sont mis au jour.
L'élément principal est un tronçon de mur de courtine formant tenaille qui traverse l'excavation du nord au sud sur une longueur total de 73 m. Il est construit en moellons liés au mortier de chaux. Il est pourvu d'une dizaine de contreforts et s'appuyait sur une levée de terre à l'intérieur de la ville. L'extérieur habillé d'un parement soigné en grès. C'est la section de l'enceinte française la plus longue observée à ce jour.
Une section du mur de la contrescarpe, parallèle à la courtine, indique la face arrière de la demi-lune dite de Dampremy qui protégeait initialement la porte du même nom.
Entre les deux, se trouvait un fossé noyé enjambé par un pont. Les cinq piles du pont, partiellement conservées, sont réalisées en gros moellons soigneusement appareillés.
La partie est de la place révèle un ensemble de maisons créé à la fin du XVIIe siècle et qui évolue jusqu'au XXe siècle. Le plan relief présente à cet endroit des maisons mitoyennes avec jardins qui épousent la forme triangulaire de la place. Par la suite, les parcelles sont morcelées. Mais malgré les importantes modifications effectuées en deux siècles, l'ensemble respecte les limites de la parcelle d'origine. Le remploi de murs anciens dans les constructions plus récentes en témoigne. C'est cet îlot appelé « Sâle Dèbout » qui sera démoli au début des années 1930.
L'urgence des travaux subsidiés par des Fonds européens n'a pas permis la conservation des vestiges. Cependant, des clous métalliques marquent au sol le tracé de la courtine.

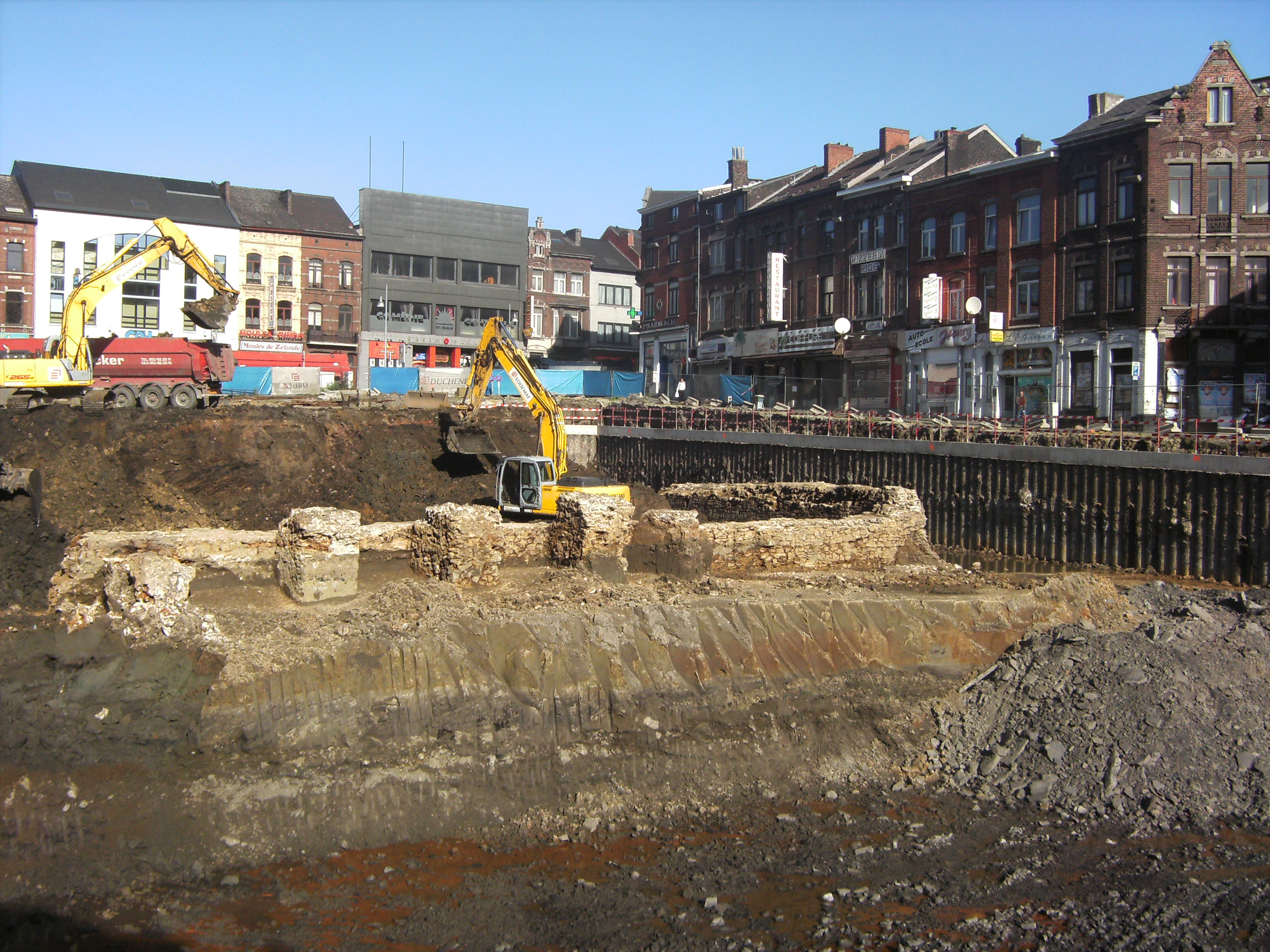
Vue depuis l'est : mur de courtine avec des contreforts qui s'appuyait sur une levée de terre vers l'intérieur de la ville[15].
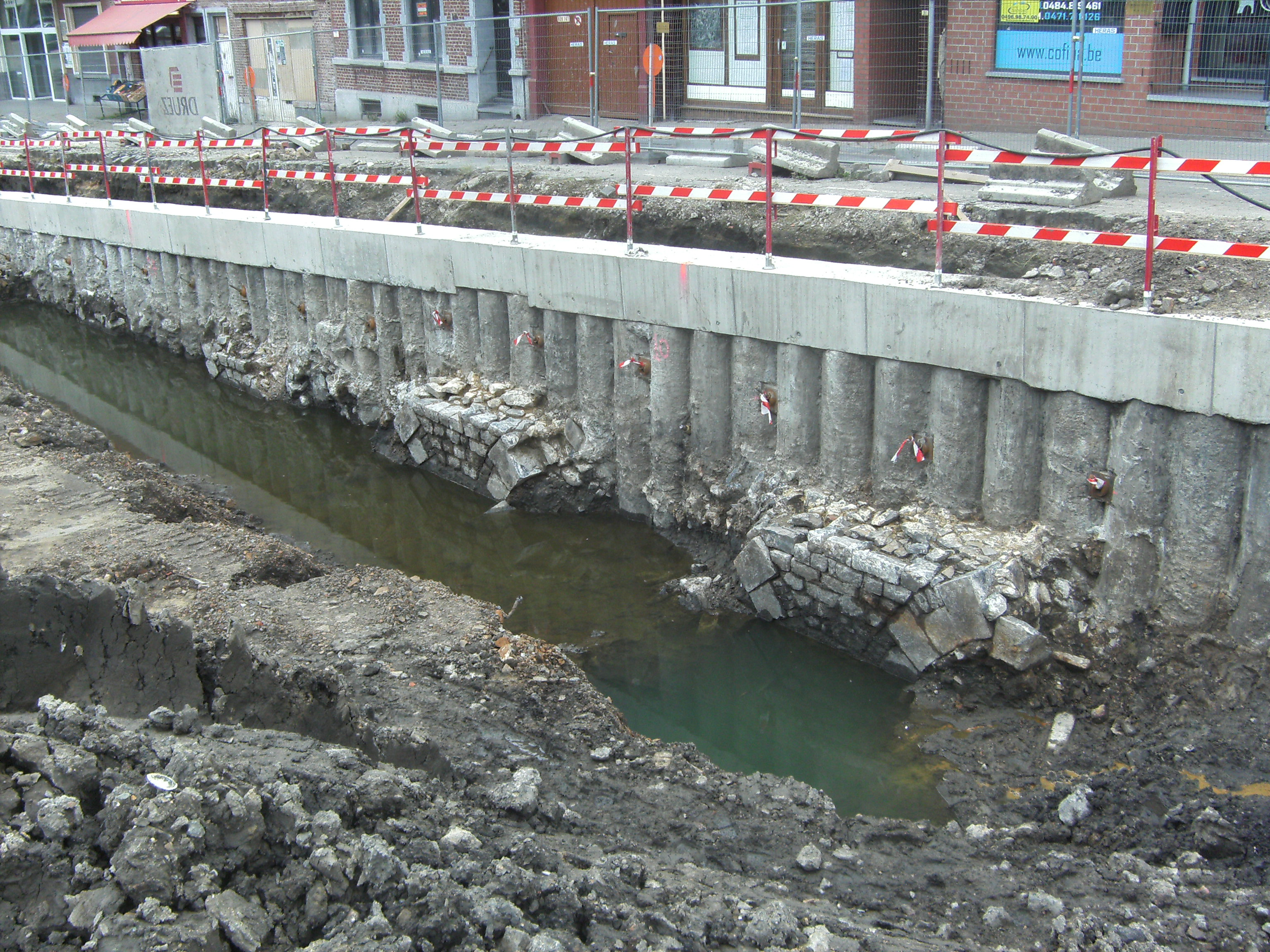
Vestige des piles du pont enjambant le fossé[15].
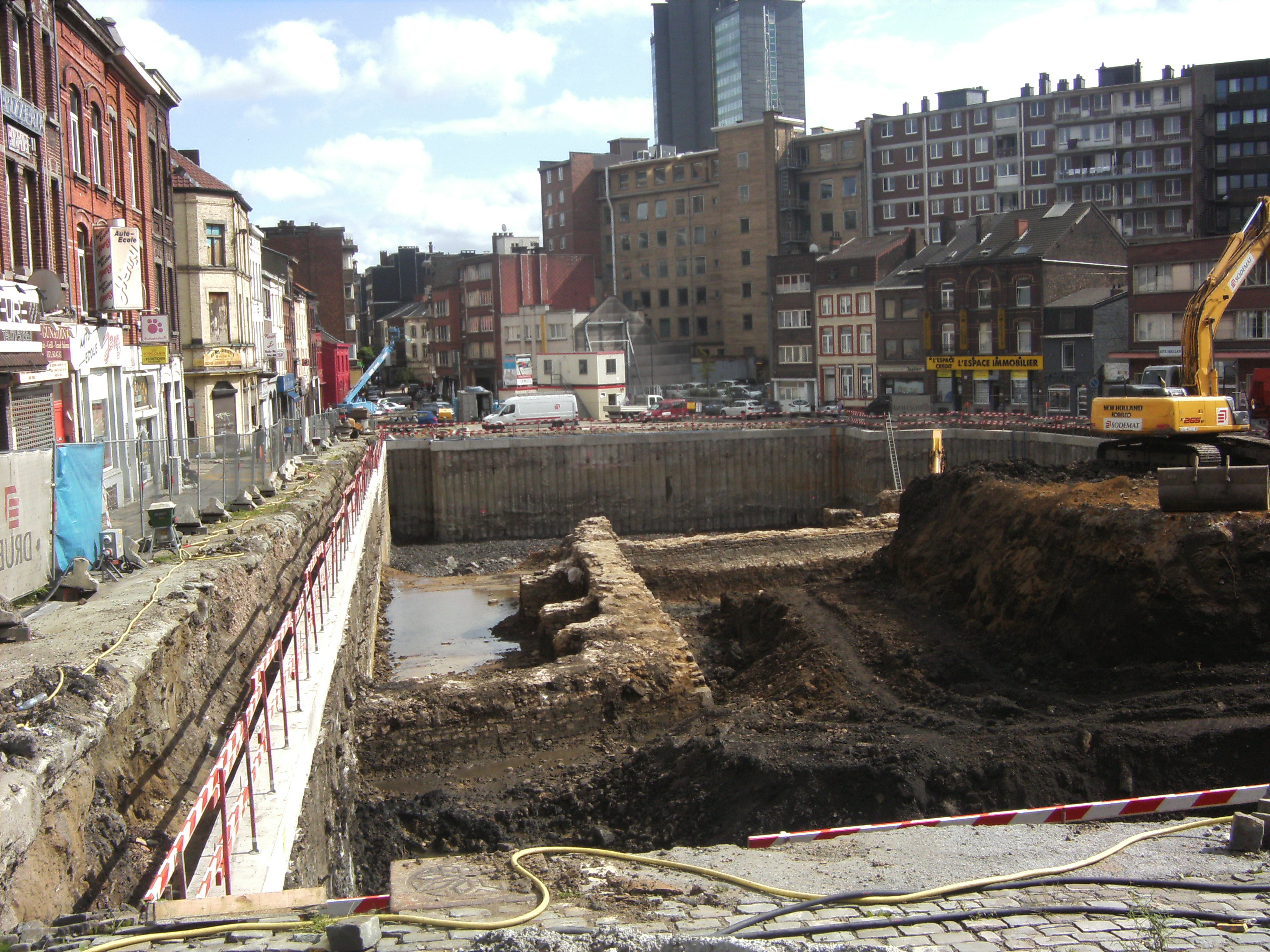
Mur de courtine, vu depuis l'ouest, l'extérieur de la ville.
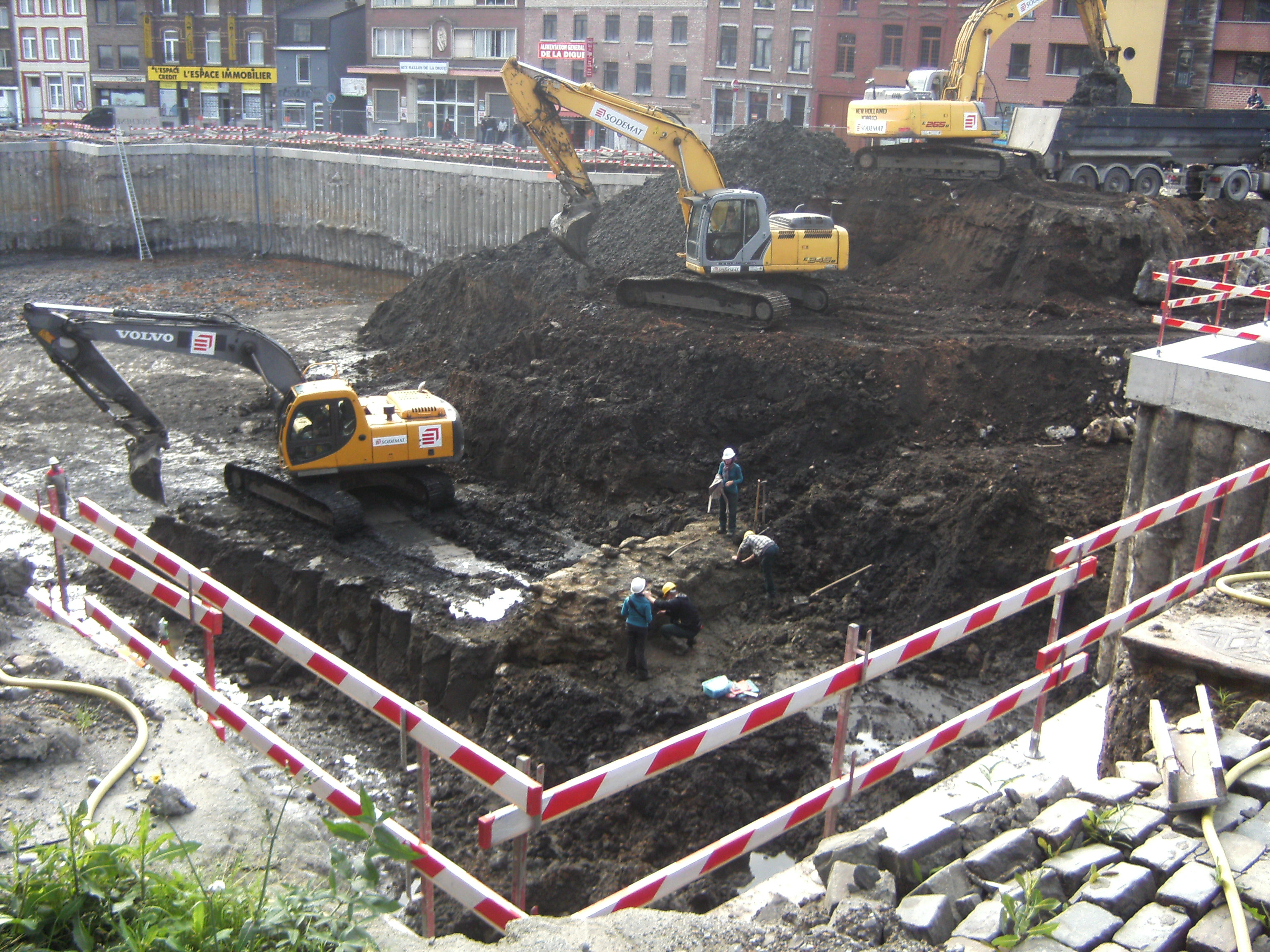
Dégagement de la contrescarpe par les archéologues au milieu des engins de chantier[15].
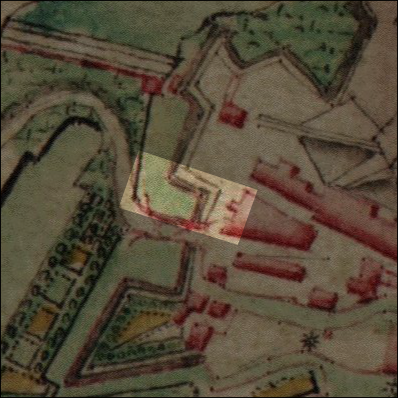
Emplacement approximatif de l'excavation sur la carte de Ferraris.